# Československý ústav zahraniční
Československý ústav zahraniční je nezávislý a dobrovolný spolek, usilující o široký rozvoj styků se sdruženími, spolky a osobami pocházejícími ze zemí bývalého Československa, žijícími trvale v zahraničí a s jejich potomky, bez ohledu na politickou či náboženskou orientaci. Posláním Československého ústavu zahraničního je péče o zahraniční krajany, podpora a usnadnění jejich národních a kulturních styků se starou vlastí, udržování národního povědomí, podpora ekonomické spolupráce a pomoc při návratu do vlasti. Ke splnění tohoto poslání spolupracuje ústav s různými čs. a zahraničními institucemi, organizacemi, státními orgány a jednotlivci. Dlouhodobě spolupracuje s univerzitami ve světě, které mají katedry bohemistiky.

## Historie
Československý ústav zahraniční byl založen 20. prosince 1928 jako nevládní, neziskové občanské sdružení. Jeho úkolem bylo starat se o zahraniční krajany, poskytovat jim potřebné rady a zprostředkovávat kontakty s bývalou vlastí. ČÚZ také vydával časopis „Krajan“. O vznik sdružení se zasloužili československý prezident Tomáš Garrigue Masaryk, Jan Šrámek a někteří členové Národní rady československé. Prvním předsedou se stal Jan Auerhan. V řadách sdružení bylo mnoho významných osobností. Jeho předsedou byl od roku 1991 do své smrti v dubnu 2024 Jaromír Šlápota. Jeho funkce byla čestná, to znamená, že po celou dobu ji vykonával bez nároku na jakoukoliv odměnu.

## Zákaz činnosti
Činnost Československého ústavu zahraničního byla v letech 1939–1945 zakázána. Řada jeho představitelů a členů byla perzekvována nebo uvězněna, předseda sdružení Jan Auerhan byl v době heydrichiády dne 9. června 1942 popraven.

## Obnovení činnosti
Po skončení druhé světové války, již květnu 1945, začal akční výbor ČÚZ usilovat o povolení na obnovu činnosti ústavu, vrácení jeho majetku, archiválií i knihovny. Poté se ČÚZ začal zabývat  veřejnoprávními otázkami souvisejícími s repatriací i reemigrací krajanů. Prověřoval národní a politickou spolehlivost navrátilců nutnou k vydání osvědčení o státním občanství. Opatřoval krajanům náhradní doklady, o které přišli při válečných událostech. V poválečných letech vedl ČÚZ Věnceslav Švihovský, ale i přes veškerou snahu všech ústředních orgánů zapojených do procesů reemigrace docházelo k přehmatům a nespokojenosti. Po únoru 1948 převzalo prověřování reemigrantů ministerstvo vnitra a prodlužování reemigračních akcí se stalo nežádoucí. V roce 1962 se ČÚZ stal jedním z oddělení ministerstva zahraničních věcí, které řídil náměstek ministra.  Spolupráce probíhala jen s prověřenými a socialismu nakloněnými spolky a sdruženími a činnost ČÚZ byla více propagační až propagandistická. Tehdy se několikrát zvažovalo zrušení ČÚZ nebo splynutí s jinou organizací či institucí.
V březnu 1990 se Československý ústav zahraniční osamostatnil.     
Jeho rozsáhlý materiálový fond je uložen v Národním archivu. 

## Přidané informace
- Byl založen dne 20. prosince 1928 se sídlem v Praze. Při svém vzniku byl a dnes opět je nevládním neziskovým občanským sdružením, zabývajícím se spoluprací s českými krajanskými spolky a sdruženími ve světě. O jeho vznik se zasloužili Tomáš Garrigue Masaryk, prezident ČSR, a Msgre. Jan Šrámek, v roce 1928 ministr sociální péče ve vládě ČSR. Zásluhu měla i Národní rada československá a osobně řada jejích spolupracovníků, zejména JUDr. Jan Auerhan, který byl zvolen prvním předsedou Československého ústavu zahraničního. Členy za téměř osmdesát pět let byla celá řada významných a zajímavých osobností.[6] Za všechny jmenujme spisovatele Aloise Jiráska, Tomáše a Jana Baťu, PhDr. Petra Zenkla, Jana Masaryka, JUDr. Miladu Horákovou, Jaroslava Seiferta, prof. Jaroslava Heyrovského, PhDr. Miloše Václava Kratochvíla, prof. PhDr. Josefa Polišenského, DrSc., biskupa Jaroslava Škarvadu, Ing. Eduarda Janotu, PhDr. Libuši Benešovou aj. V letech 1928–1939 Československý ústav zahraniční zmapoval krajanské komunity ve světě, navázal styky s jejich spolky a organizacemi, rozvinul vzájemnou spolupráci a zasloužil se o přiblížení života a potřeb krajanů domácí veřejnosti v Československu. Rozvinul i odbornou publikační činnost a vydával časopis pro krajany, v němž kladl důraz na podporu dobrého vzájemného vztahu vlast – krajané. O krajanech ve světě se hovořilo jako o živé větvi národa doma ve vlasti. Od roku 1934 ČÚZ pořádal tzv. Masarykovy dny československého zahraničí, spojené s výstavami o životě krajanů a s propagací formou přednášek, relací v rozhlase a s články v domácím tisku. V letech 1939–1945 byla činnost Československého ústavu zahraničního zakázána. Řada jeho představitelů a členů byla pro své vlastenectví pronásledována, vězněna, a někteří za své přesvědčení položili své životy. Např. předseda ČÚZ JUDr. Jan Auerhan byl v době heydrichiády dne 9. června 1942 popraven. Šéfredaktor časopisu ČÚZ „Krajan“ Jan Týml zemřel v květnu 1945 na následky dlouholetého věznění v koncentračních táborech nacistického Německa. Po válce v květnu 1945 se bývalí funkcionáři a členové zasloužili o obnovení činnosti Československého ústavu zahraničního. Rozvinuli ji zejména tím, že s pomocí úřadů otevřeli kancelář Československého ústavu zahraničního, obnovovali zpřetrhané kontakty, a vedle své krajanské činnosti se Československý ústav zahraniční v letech 1946–1949 významně podílel na re-emigraci 220 tisíc krajanů z celého světa do vlasti. V letech 1948–1958 prošel ústav složitým politickým obdobím po únoru 1948. Z jeho členských řad a z řad zaměstnanců byla vyloučena řada osobností a pracovníků, spojených s demokratickým obdobím prvorepublikovým a těsně poválečným, jako např. Milada Horáková a Ivo Ducháček, „odejit“ byl i první poválečný předseda ČÚZ Věnceslav Švihovský, stoupenec a přítel prezidenta Edvarda Beneše. Organizačně byl Československý ústav zahraniční postupně, ale cílevědomě, prorežimním akčním výborem měněn tak, že přestával být občanským sdružením, a v roce 1962 se stal součástí státního orgánu, oddělením uvnitř ministerstva zahraničních věcí. Formálně měl předsedu a výbor, nešlo však o orgány volené, ale jmenované. Řídící osobností byl náměstek ministra zahraničních věcí. Již se nespolupracovalo se všemi krajany na světě, ale jen s prověřenými a socialismu nakloněnými spolky a sdruženími. Činnost ČÚZ byla více propagační a propagandistická. V této etapě se několikrát i zvažovalo zrušení ČÚZ a splynutí s jinou organizací či institucí. Zabránil tomu jen nesouhlas a odpor krajanů a hrstky domácích stoupenců Československého ústavu zahraničního.

- V září 1989 se Československý ústav zahraniční po několikaletém úsilí opět vyčlenil z příslušnosti ke státnímu orgánu, a než se stačilo rozhodnou o jeho „nové" organizační podobě či podřízenosti, přišel listopad 1989, sametová revoluce, po níž se v březnu 1990 Československý ústav zahraniční vrátil ke svému původnímu poslání a postavení. Základy k tomu stavěl od roku 1980 tehdejší předseda ČSÚZ PhDr. Miloš Václav Kratochvíl a od roku 1991 současný předseda Jaromír Šlápota v čele nových orgánů ČSÚZ. Od roku 1990 má ústav demokratické stanovy, jsou konány pravidelné valné hromady, na nich jsou voleny orgány ČSÚZ. Stejně demokraticky jsou prováděny všechny činnosti. Péče a spolupráce s krajany probíhá formou realizace velmi konkrétních projektů a ty se v poslední době soustřeďují do několika zemí. Československý ústav zahraniční realizoval několik památníků J.A.Komenského a T.G.Masaryka (Německo, Chorvatsko, Ukrajina, Slovensko – společný památník TGM a M.R. Štefánika, Mexiko, Rusko). ČSÚZ podporuje české školy, mateřské školky a školičky. ČSÚZ organizuje každoročně kurs češtiny pro krajany spojený s poznáváním historie a krás vlasti, apod. Zejména je oceňována aktivita ČSÚZ a jeho sponzorů na vybavování tříd a učeben českých škol počítačovou a audiovizuální technikou, vybavování tělocvičen, podpora krajanských folklorních a hudebních souborů apod. Představu o Československém ústavu zahraničním dává i závěrečná informace o Čestných členech Československého ústavu zahraničního. Za celou dobu osmdesátileté existence jimi byli prohlášeni:JUDr. Jan AUERHAN, (1880-1942), zakladatel a první předseda Čs. ústavu zahraničního Karel FOLBR, (1847-1945), dlouholetý předseda Sdružení čs.spolků v cizině a člen ČÚZ Jan TÝML, (1905-1945), šéfredaktor časopisu ČÚZ „KRAJAN“ v letech 1934-1938 Innocent HOŠŤÁLEK, (1872-?), funkcionář ČÚZ a předseda Spolku „KOMENSKÝ“ pro podporu Českých škol v zahraničí ThDr. Otakar ŠVEC, (1888-1958), předseda Spolku sv.Rafaela a Domoviny zahraničních krajanů PhDr. Ing. Jan AUERHAN, Csc., (*1925), v exilu ve Francii, syn prvního předsedy ČÚZ Antonín ŠÍDA , (1898-1991), býv.čsl.legionář ve Francii, zasloužilý pracovník odboje Dr.Tomáš ČAPEK, (1861-1950), historik krajanské Ameriky, žijící v USA JUDr. Milada HORÁKOVÁ, (1901-1950),členka výboru ČÚZ (1946-1948), hrdinka III.odboje PhDr. Miloš Václav KRATOCHVÍL, (1904-1988), historik, archivář a spisovatel, předseda ČSÚZ v letech 1980 – 1988 Dr.h.c. Jan MASARYK, (1886-1948), ministr zahraničních věcí ČSR, v registru členů ČÚZ s číslem 1/1945 Prof. PhDr. Josef POLIŠENSKÝ, DrSc., (1915-2001), předseda historické komise ČSÚZ , nestor českých historiků JUDr. Jan SEDLÁČEK, (1908-1999), ředitel ČÚZ jmenovaný v roce 1936 a ve funkci do roku 1939 Věnceslav ŠVIHOVSKÝ, (1875-1957), zakládající člen a předseda ČÚZ v letech 1946 – 1949 František ŠTĚDROŇSKÝ, (1914-1964), pracovník a funkcionář ČÚZ v letech 1945 –1950 Vlasta VRÁZOVÁ, (1902-1989), členka výboru ČÚZ v letech 1946 – 1948, později předsedkyně Čsl.národní rady americké v USA Josef KOLÍNSKÝ, ( *1933), pracovník, tajemník a ředitel ČSÚZ v letech 1990 – 2001 Prof. Ing. Miroslav PÍCHAL, DrSc., ( *1925), místopředseda ČSÚZ v letech 1993 – 2006